# Медоу-Веллі (Каліфорнія)
Медоу-Веллі (англ. Meadow Valley) — переписна місцевість (CDP) в США, в окрузі Плумас штату Каліфорнія. Населення — 453 особи (2020).

## Географія
Медоу-Веллі розташований за координатами 39°55′56″ пн. ш. 121°4′59″ зх. д. / 39.93222° пн. ш. 121.08306° зх. д. (39.932312, -121.083086).  За даними Бюро перепису населення США в 2010 році переписна місцевість мала площу 22,07 км², уся площа — суходіл.

## Демографія
Згідно з переписом 2010 року, у переписній місцевості мешкали 464 особи в 231 домогосподарстві у складі 127 родин. Густота населення становила 21 особа/км².  Було 304 помешкання (14/км²).
Расовий склад населення:
| - 93,8 % — білих - 2,8 % — корінних американців |

До двох чи більше рас належало 2,6 %. Частка іспаномовних становила 4,5 % від усіх жителів.
За віковим діапазоном населення розподілялося таким чином: 13,4 % — особи молодші 18 років, 66,8 % — особи у віці 18—64 років, 19,8 % — особи у віці 65 років та старші. Медіана віку мешканця становила 52,4 року. На 100 осіб жіночої статі у переписній місцевості припадало 106,2 чоловіків;  на 100 жінок у віці від 18 років та старших — 104,1 чоловіків також старших 18 років.
Середній дохід на одне домашнє господарство  становив 64 219 доларів США (медіана — 47 891), а середній дохід на одну сім'ю — 90 347 доларів (медіана — 76 000). За межею бідності перебувало 31,1 % осіб, у тому числі 71,7 % дітей у віці до 18 років та 6,5 % осіб у віці 65 років та старших.
Цивільне працевлаштоване населення становило 110 осіб. Основні галузі зайнятості: публічна адміністрація — 22,7 %, освіта, охорона здоров'я та соціальна допомога — 18,2 %, науковці, спеціалісти, менеджери — 17,3 %.